# The Rugby Championship
The Rugby Championship, até 2011 chamado The Tri Nations, é um torneio internacional anual de rugby union entre a Austrália, Nova Zelândia, África do Sul e a Argentina. É disputado em jogos de turno e returno, sendo organizado pela SANZAR, instituição que comanda o rúgbi internacional entre Nova Zelândia, Austrália, África do Sul e Argentina, e que também organiza o Super Rugby. 
O primeiro torneio, ainda com o nome Tri Nations, foi disputado em 1996, tendo sido conquistado pelos All Blacks. As partidas jogadas entre Austrália e Nova Zelândia, em cada edição, também definem o vencedor da chamada Copa Bledisloe.

## História
Austrália e Nova Zelândia jogaram pela primeira vez em 1903. A África do Sul fez um tour pelos dois países em 1921, mas ainda não se pensava em uma competição unindo as três maiores forças do rúgbi do Hemisfério Sul, nos moldes do torneio das Seis Nações que reúne as melhores seleções do Norte. Ao longo do século XX, as três nações disputaram jogos esporádicos, principalmente Austrália e Nova Zelândia, que assim criaram a Copa Bledisloe. Com o nascimento da Copa do Mundo de Rugby, em 1987, houve o surgimento da competição dos moldes atuais. Por conta do apartheid, a África do Sul só foi aceita em 1995, quando o torneio passou a ter três países sob o nome de Três Nações.
Logo após o fim da Copa do Mundo de Rugby 1995, a SANZAR anunciou um acordo de dez anos no valor de £360 milhões. A abertura da edição de 1996 foi dominada pelos All Blacks, vencedores de todos os jogos que disputaram, deixando os springboks e os wallabies com somente uma vitória — um contra o outro.

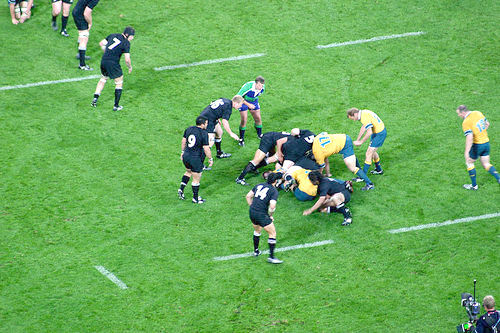
Wallabies contra os All Blacks em jogo realizado em 13 de agosto de 2005 valendo para o Três Nações.

Uma história parecida ocorreu no ano seguinte quando os All Blacks mantiveram sua hegemonia saindo invictos. Austrália e África do Sul continuaram empatadas com uma vitória cada. Em 1998, o torneio sofreu uma reviravolta quando a África do Sul se sagrou campeã, a Austrália segunda colocada e a Nova Zelândia com nenhuma vitória. 1999 teve novamente a Nova Zelândia campeã e, dessa vez, a África do Sul em último.
Sob o comando de Rod McQueen, a Austrália, campeã mundial de 1999, ganhou seu primeiro título em 2000. A partida daquele ano entre os australianos e os neozelandeses se tornou memorável devido ao número recorde de espectadores no, então, novo Estádio Telstra. A Austrália se tornou bicampeã no ano seguinte. O sucesso australiano foi barrado em 2002 e, no ano seguinte, 2003, quando a seleção neozelandesa venceu. Em 2004, os sul-africanos se tornaram bicampeões do torneio. De 2005 a 2008, a Nova Zelândia ganhou os quatro torneios disputados, perdendo a partida final do torneio de 2009 para a África do sul.
No dia 14 de setembro de 2009, a Argentina foi convidada pela SANZAR a fazer parte do torneio a partir de 2012.

## Três Nações

### Edições
| Resultado final | Resultado final | Resultado final | Resultado final | Resultado final |
| Edição          | Ano             | Campeão         | Vice            | Terceiro        |
| --------------- | --------------- | --------------- | --------------- | --------------- |
| 1ª              | 1996            | Nova Zelândia   | África do Sul   | Austrália       |
| 2ª              | 1997            | Nova Zelândia   | África do Sul   | Austrália       |
| 3ª              | 1998            | África do Sul   | Austrália       | Nova Zelândia   |
| 4ª              | 1999            | Nova Zelândia   | Austrália       | África do Sul   |
| 5ª              | 2000            | Austrália       | Nova Zelândia   | África do Sul   |
| 6ª              | 2001            | Austrália       | Nova Zelândia   | África do Sul   |
| 7ª              | 2002            | Nova Zelândia   | Austrália       | África do Sul   |
| 8ª              | 2003            | Nova Zelândia   | Austrália       | África do Sul   |
| 9ª              | 2004            | África do Sul   | Austrália       | Nova Zelândia   |
| 10ª             | 2005            | Nova Zelândia   | África do Sul   | Austrália       |
| 11ª             | 2006            | Nova Zelândia   | Austrália       | África do Sul   |
| 12ª             | 2007            | Nova Zelândia   | Austrália       | África do Sul   |
| 13ª             | 2008            | Nova Zelândia   | Austrália       | África do Sul   |
| 14ª             | 2009            | África do Sul   | Nova Zelândia   | Austrália       |
| 15ª             | 2010            | Nova Zelândia   | Austrália       | África do Sul   |
| 16ª             | 2011            | Austrália       | Nova Zelândia   | África do Sul   |

### Titulos
| Seleção       | Títulos | Vices | Terceiros |
| ------------- | ------- | ----- | --------- |
| Nova Zelândia | 10      | 4     | 2         |
| Austrália     | 3       | 9     | 4         |
| África do Sul | 3       | 3     | 10        |

### Classificação geral
| Seleção       | Partidas | Partidas | Partidas | Partidas | Pontos  | Pontos | Pontos    | Pontos bônus | Pontos tabela | Títulos |
| Seleção       | jogos    | vitórias | empates  | derrotas | a favor | contra | diferença | Pontos bônus | Pontos tabela | Títulos |
| ------------- | -------- | -------- | -------- | -------- | ------- | ------ | --------- | ------------ | ------------- | ------- |
| Nova Zelândia | 72       | 50       | 0        | 22       | 1936    | 1395   | +541      | 32           | 232           | 10      |
| Austrália     | 72       | 29       | 1        | 42       | 1490    | 1682   | -192      | 34           | 152           | 3       |
| África do Sul | 72       | 28       | 1        | 43       | 1441    | 1790   | -349      | 24           | 138           | 3       |

## The Rugby Championship

### Edições
| Resultado final | Resultado final | Resultado final | Resultado final | Resultado final | Resultado final |
| Edição          | Ano             | Campeão         | Vice            | Terceiro        | 4 Lugar         |
| --------------- | --------------- | --------------- | --------------- | --------------- | --------------- |
| 17ª             | 2012            | Nova Zelândia   | Austrália       | África do Sul   | Argentina       |
| 18ª             | 2013            | Nova Zelândia   | África do Sul   | Austrália       | Argentina       |
| 19ª             | 2014            | Nova Zelândia   | África do Sul   | Austrália       | Argentina       |
| 20ª             | 2015            | Austrália       | Nova Zelândia   | Argentina       | África do Sul   |
| 21ª             | 2016            | Nova Zelândia   | Austrália       | África do Sul   | Argentina       |

### Classificação geral
| Seleção       | Partidas | Partidas | Partidas | Partidas | Pontos  | Pontos | Pontos    | Pontos bônus | Pontos tabela | Títulos |
| Seleção       | jogos    | vitórias | empates  | derrotas | a favor | contra | diferença | Pontos bônus | Pontos tabela | Títulos |
| ------------- | -------- | -------- | -------- | -------- | ------- | ------ | --------- | ------------ | ------------- | ------- |
| Nova Zelândia | 27       | 24       | 1        | 2        | 890     | 421    | +469      | 17           | 115           | 4       |
| Austrália     | 27       | 13       | 1        | 13       | 553     | 662    | -109      | 5            | 59            | 1       |
| África do Sul | 27       | 12       | 1        | 14       | 639     | 604    | +35       | 12           | 62            | -       |
| Argentina     | 27       | 3        | 1        | 23       | 466     | 861    | -395      | 9            | 23            | -       |